# Peroxin-7
Peroxin-7 (Synonyme: PTS2-Transporter, Pex7p) ist ein Transportprotein, das bestimmte andere Proteine, die in Peroxisomen bzw. Glyoxisomen (bei Pflanzen) gebraucht werden, vom Zytoplasma in diese Organelle hineinschleust. Pex7p erkennt solche zu transportierenden Proteine, nachdem sie im endoplasmatischen Retikulum translatiert wurden, an einer Aminosäurensequenz, dem PTS2-Signal. Pex7p ist Teil eines Proteinkomplexes, der aus mehreren Subkomplexen besteht, und es gibt mindestens vier Transportwege in die Organellen. Peroxin-7 ist in allen Eukaryoten und beim Menschen in allen Gewebetypen zu finden, insbesondere in Pankreas, Skelettmuskeln und Herz.
Zu den von Peroxin-7 transportierten Enzymen gehören die Phytanoyl-CoA-Hydroxylase, deren Defekt ursächlich für das Refsum-Syndrom ist, die Alkyl-Dihydroxyaceton-Phosphat-Synthetase, die den ersten Schritt in der Biosynthese von Etherphospholipiden und damit der Plasmalogensynthese katalysiert, sowie die peroxisomale Thiolase 1, verantwortlich für den letzten Schritt in der β-Oxidation von überlangkettigen Fettsäuren.
PTS2-enthaltende Proteine werden von Pex7p gebunden, das zum Großteil als Monomer im Zytoplasma vorliegt, dort an die neusynthetisierten PTS2-markierten Proteine bindet und mit ihnen gemeinsam ins Peroxisom importiert wird. Pex7p rezykliert anschließend ins Zytoplasma.
Der Genlocus für das PEX7-Gen ist 6q21-22.2. Defekte in diesem Gen lösen je nach Restaktivität des resultierenden Proteins entweder die rhizomele Chondrodysplasia punctata Typ 1 (RCDP1, MIM# 215100) oder das Refsum-Syndrom aus.